# لويس بينكس
لويس بينكس (بالإنجليزية: Luis Binks)‏ (مواليد 2 سبتمير 2001) هو لاعب كرة قدم إنجليزي يلعب كمدافع في نادي بولونيا.

## روابط خارجية
- لويس بينكس على موقع الاتحاد الإسكتلندي (الإنجليزية)
- لويس بينكس على موقع الدوري الأمريكي (الإنجليزية)
- لويس بينكس على موقع قاعدة بيانات كرة القدم.إي يو (الإنجليزية)
- لويس بينكس على موقع Soccerbase.com (لاعب) (الإنجليزية)
- لويس بينكس على موقع Soccerway.com (الإنجليزية)